# 广成颂
《广成颂》是中國东汉经学家、文学家馬融的漢賦作品。创作于汉安帝元初二年（115年），对广成苑的草木虫鱼、飞禽走兽做了铺陈描写，意图在劝谏朝廷能够借狩猎之礼来加强武备，以因应羌人的进攻。其续作为《上林颂》。